# Рамм, Александр Александрович
Алекса́ндр Алекса́ндрович Рамм  (род. 9 мая 1988, Владивосток) — российский виолончелист. Лауреат Премии Президента РФ (2024).

## Биография
Родился в 1988 году в городе Владивостоке. В 1994 году семья переехала в Калининград. С 1995 года обучался в музыкальной школе им. Р. Глиэра (по классу виолончели). Чтобы дать сыну возможность дальнейшего профессионального роста, мать Александра, киновед Вита Рамм, приняла решение переехать в Москву.
В 2008 году он окончил Московское государственное училище музыкального исполнительства им. Ф. Шопена (класс преподавателя Марии Журавлевой). В 2012 году окончил Московскую Государственную консерваторию им. П. И. Чайковского, а затем и аспирантуру (класс профессора Натальи Шаховской). Окончил аспирантуру в Берлинской высшей школе музыки им. Эйслера (класс Франса Хелмерсона). Виолончелист также принимал участие в мастер-классах Courchevel Academy и Holland Music Sessions (2010), где занимался с профессорами: Ф. Мюллером, Р. Латцко, М. Клигель и У. Визелем. Александр стажировался в Академии, созданной при фестивале в Вербье (2011) под руководством Г. Хоффмана, Ф. Хелмерсона, М. Судзуки, Л. Пауэра, Ф. Радоша. По итогам академии Александр был отмечен призом Женевского фонда «Neva Foundation».
В 2015 году стал лауреатом XIV Международном конкурсе имени П. И. Чайковского — вторая премия (серебряная медаль).
Играет на виолончели современного мастера из Кремоны Габриэля Жебрана Якуба.

## Концертная деятельность

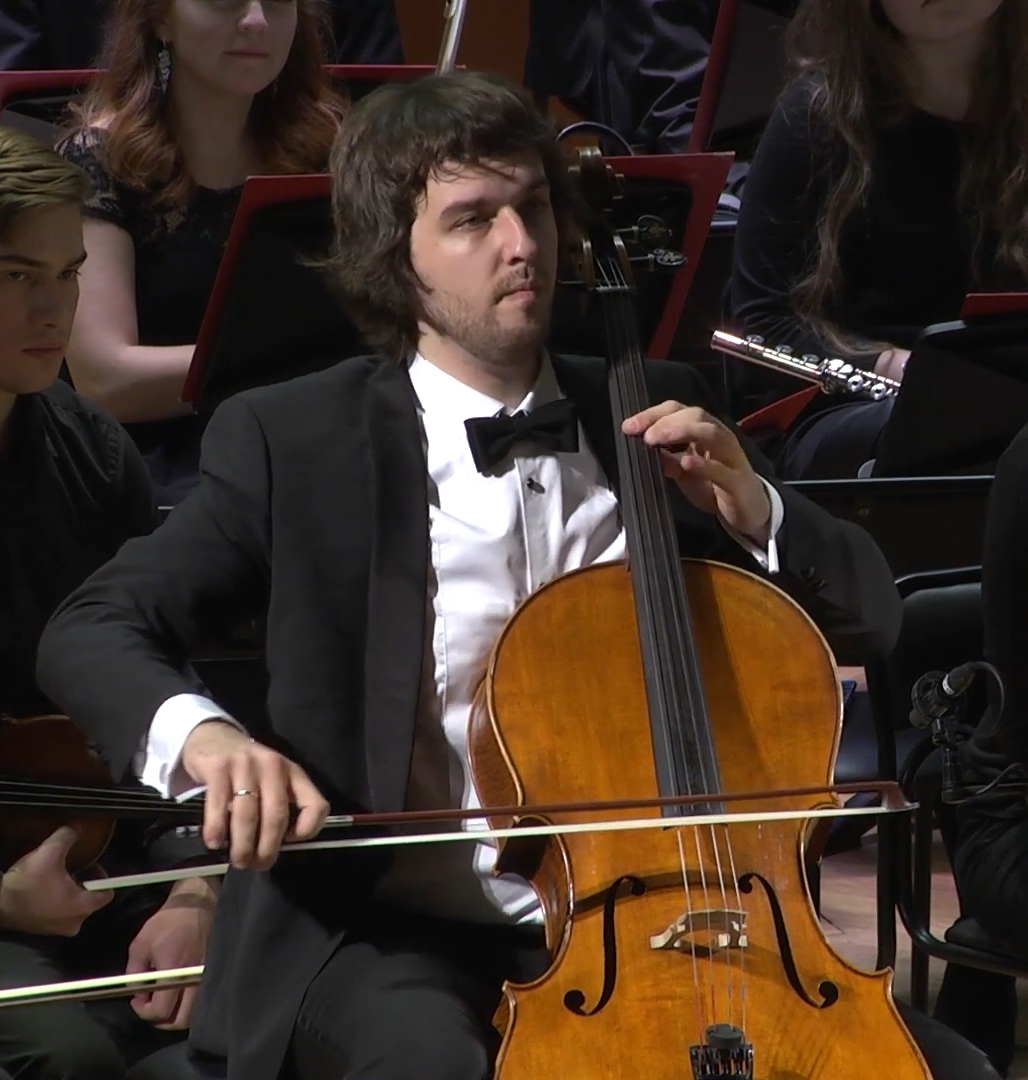
2020 год

С 9 лет ведет концертную деятельность. Выступает как солист, а также в сопровождении оркестра.
Музыкант принимает участие во всех значительных проектах Санкт-петербургского Дома музыки, является постоянным участником программ продвижения молодых артистов Московской филармонии, в том числе проекта «Звезды XXI века» в Москве и в регионах России, участвует в программах Московского пасхального фестиваля, организованного В. Гергиевым.
Александр гастролирует во многих городах России, Литвы, Швеции, Австрии, Финляндии, ЮАР, Японии, Франции, Болгарии. Сольные концерты артиста проходят на самых престижных концертных площадках: в Концертном центре Брукнера (Brucknerhaus) в Линце, Nikkei Hall в Токио, Консертгебау (Амстердам), Концертном зале Мариинского театра, Концертном зале имени П. И. Чайковского. Виолончелист сотрудничает с известными дирижерами, среди которых К. Орбелян, В. Спиваков, В. Гергиев, А. Сладковский, В. Полянский. Музыкант выступал в сопровождении Госоркестра России имени Е. Ф. Светланова, Симфонического оркестра Мариинского театра, Академического симфонического оркестра Московской филармонии, Национального филармонического оркестра России, филармонических оркестров Кейптауна и Йоханнесбурга и многими другими коллективами.
В репертуаре виолончелиста произведения И. Гайдна, К. Сен-Санса, А. Дворжака, П. Чайковского, Э. Элгара, С. Прокофьева, Д. Шостаковича, Т. Хренникова и др.

## Награды
- 2003 год — лауреат I премии на IV Московском конкурсе юных виолончелистов (Москва)
- 2005 год — лауреат I премии на I Кембриджском международном конкурсе (США)
- 2006 год — Гран-при на Московском фестивале романтической музыки (Москва)
- 2010 год — лауреат IV премии на VI Международном конкурсе UNISA International String Competition (ЮАР)
- 2010 год — лауреат II премии на III Международном музыкальном конкурсе Beijing international music competition (Пекин, Китай)
- 2010 год — лауреат I премии на I Всероссийском музыкальном конкурсе (Россия)
- 2012 год — лауреат IV премии на V Международном конкурсе виолончелистов им. Антонио Янигро в Загребе (Хорватия)
- 2013 год — лауреат III премии V Международного конкурса виолончелистов Paulo Cello Competition (Хельсинки, Финляндия)
- 2015 год — лауреат II премии XV Международного конкурса им. П. И. Чайковского (Москва)
- 2024 год — Премия Президента Российской Федерации для молодых деятелей культуры (22 марта 2024 года) — за вклад в развитие отечественного музыкального искусства, просветительскую деятельность[7].